# 女力報到—小資女上班記
《女力報到－小資女上班記》（英語：Girl's Power），2019年台灣單元劇，TVBS第4部自製八點檔，為《女兵日記》第三季續集，由方馨、梁舒涵、楊晴、王樂妍領銜主演。本劇採邊拍邊播方式，2019年12月24日起晚間八點於TVBS歡樂台首播，中視主頻則於當天晚上9點播出。線上平台由LiTV 線上影視、friDay影音、myVideo影音隨看播出。

## 播出時間

### 首播
| 頻道            | 所在地       | 播出日期         | 播出時間                   |
| --------------- | ------------ | ---------------- | -------------------------- |
| TVBS歡樂台      | 中華民國臺灣 | 2019年12月24日起 | 每週一至週五 20:00 - 21:00 |
| 中視主頻        | 中華民國臺灣 | 2019年12月24日起 | 每週一至週五 21:00 - 22:00 |
| 愛奇藝台灣站    | 中華民國臺灣 | 2019年12月24日起 | 每週一至週五 22：00上架    |
| LINE TV         | 中華民國臺灣 | 2019年12月25日起 | 每週一至週五 24：00上架    |
| LiTV 線上影視   | 中華民國臺灣 | 2019年12月25日起 | 每週一至週五 24：00上架    |
| myVideo影音隨看 | 中華民國臺灣 | 2019年12月25日起 | 每週一至週五 24：00上架    |

### 重播
| 頻道       | 所在地       | 播出日期         | 播出時間                   |
| ---------- | ------------ | ---------------- | -------------------------- |
| TVBS歡樂台 | 中華民國臺灣 | 2019年12月24日起 | 每週一至週五 22:00 - 23:00 |
| TVBS歡樂台 | 中華民國臺灣 | 2019年12月25日起 | 每週二至週六 02:00 - 03:00 |
| TVBS歡樂台 | 中華民國臺灣 | 2019年12月25日起 | 每週二至週六 05:00 - 06:00 |
| TVBS歡樂台 | 中華民國臺灣 | 2019年12月25日起 | 每週一至週五 13:00 - 14:00 |
| TVBS歡樂台 | 中華民國臺灣 | 2019年12月25日起 | 每週一至週五 19:00 - 20:00 |
| 中視主頻   | 中華民國臺灣 | 2019年12月25日起 | 每週二至週六 00:00 - 01:00 |
| 中視主頻   | 中華民國臺灣 | 2019年12月25日起 | 每週一至週五 11:00 - 11:58 |
| 中視主頻   | 中華民國臺灣 | 2019年12月25日起 | 每週一至週五 20:00 - 21:00 |

## 劇情大綱
本劇的主角們在歷經海軍陸戰隊以及追求夢想尋夢路上的洗禮和粹鍊等一連串的過程中，有的面臨失去摯愛的生死離別，最終慢慢走出悲傷重拾往日笑容；有的在職場上是強者，但在愛情裡卻無法表達自我感覺給對方，讓彼此間陷入等待；有的則誓言成為彼此之間的依靠，卻面臨愛情和事業的交叉路口；有的已經步入家庭洗手做羹湯，卻面臨一成不變的生活日常和孕育新生命的問題，有的是愛情丘比特之箭發射的晚，愛情才剛萌芽，卻經常因不善於溝通協調，常常起小爭執；有的則是靠自己才能逐漸發光發熱，卻想低調不欲人知。
不論是一路順遂平步青雲，或是尋夢路途的跌跌撞撞，唯一不變的就是「不怕苦，不怕難，不怕死」的海軍陸戰隊永不放棄精神，縱使在尋夢過程中曾經挫折、迷惘過，但是團結的17連弟兄姊妹們總會在最需要時適時伸出援手，「扛兄弟，扛姊妹，扛同袍，有困難互相幫忙」，更是在群主角心裡根深蒂固著。本劇延續《女力報到》劇情，以輕鬆都會的方式點出小資男、女孩們進入職場後面臨的人際關係、朋友和同儕間的相處之道、與上司應對進退的方式以及繁複的日常問題，集歡樂、淚水、熱血及愛情的側寫，到底這些17連的小資男、女孩們又將面臨什麼樣的新考驗呢？新加入的夥伴能和他們擦撞出不一樣的火花嗎？

## 演員列表

### 主要演員
| 演員              | 角色   | 介紹 | 登場集數                                              |
| 梁舒涵            | 葉素娥 | 葉進財、陳月雲的女兒，沈渙清的妻子，沈彼得的媳婦，黃總監的下屬，金秀明、張佩玲的同事，逃跑女天兵蛻變為職場小仙姑 女，26歲，家裡開宮廟又稱為「仙姑」，具有與神靈溝通、聽見心聲的體質，也有超強記憶及分析能力。退伍後不斷打工換工作，後來在國樑的公司擔任銷售員才穩定下來，備受國樑媽媽肯定，想提拔她當組長，但她還是拒絕了，也曾在佑廷生病時擔任雅芝的代理經紀人。離開家俱公司後 ，父親每天訓練她當仙姑，閒暇之餘在夢17打工。與渙清結婚後，每天都待在家裡，覺得很無聊，所以不想再繼續當家庭主婦，想出去上班。去群展面試通過，在金秀明身邊學習，同時擔任黃總監的助理。 | 1-46,48-50                                            |
| 方馨              | 方喬青 | 林書帆的未婚妻，美克奧新任總經理，李淑靜、張佳佳、林芷芸的上司，馬大房的妹妹，方嵐的女兒 女，40歲，日本方嵐設計公司執行長，日本知名設計師方嵐的女兒。跟佳佳說覺得愛太慎重了，鼓勵書帆跟年紀差不多的人認識、交往，不要把時間全部浪費在她身上，但還是喜歡書帆，目前已對書帆打開心房。目前已知道林書帆的身體狀況。 | 1-24,27-32,34-37,39-49                                |
| 劉書宏            | 林書帆 | 方喬青的未婚夫，室內設計師，小資女餐廳的型男主廚 男，30歲，綽號Sail，稱喬青「小青」。雖然不小心聽到佳佳跟小青聊天的對話覺得很挫折，但是還是不打算放棄小青。目前已讓小青打開心房。胸口最近常悶悶的，去醫院檢查醫生說是二尖瓣脱垂，怕小青會擔心，所以請醫生幫他保密，目前她已知情。 | 1-19,21-24,27-32,34-35,37-44,46-49                    |
| 羅平              | 宋志強 | 楊晴的丈夫，方美倩的女婿，美克奧簽約男模特兒，小資女餐廳的型男主廚 男，30歲，曾在海軍陸戰隊龍泉新訓中心擔任排長。因為退伍後一直找不到工作，再加上喬青認為他是個可塑之才，因而成了模特兒。拍了西服廣告及小資女餐廳後一炮而紅，一度讓楊晴有點吃醋。 | 1,3-5,7,9-10,12,14,16-26,28-29,31-38,42,44-47,49-50   |
| 楊晴              | 楊晴   | 方美倩的女兒，宋志強的妻子，方喬青的下屬，李淑靜、張佳佳、林芷芸的同事，魔鬼女排長蛻變為職場小資女 女，29歲，方喬青的秘書，曾在海軍陸戰隊龍泉新訓中心擔任排長。老公志強在擔任美克奧模特兒後一炮而紅，之前對女粉絲靠近老公會有點吃醋，現在反而覺得多一點粉絲表示有人氣。 | 1-10,12-24,26,28-37,42-44,46-47,49-50                 |
| 陳謙文            | 郭松齡 | 張佳佳的男友，心理諮商工作室諮詢師，小資女餐廳的型男主廚 男，30歲，曾在海軍陸戰隊龍泉新訓中心擔任輔導長。考上心理諮商師，還被邀到心理諮商中心上班。綺綺說她喜歡一個粗獷中帶著細膩，是海軍陸戰隊，以為是在說志強。綺綺送他防燙手套，以為是要他轉交給志強，沒想到原來是自己的粉絲。 | 1,3-5,9-10,12,14,16-29,31-38,41,45,49-50              |
| 王樂妍            | 張佳佳 | 郭松齡的女友，美克奧的總編輯，方喬青的下屬，楊晴的同事，李淑靜、林芷芸的主管 女，30歲，是一位工作能力超強的新時代女性，標準的「刀子嘴豆腐心」，對於認真負責的員工會給予應有的報酬，常說的一句話：「努力不代表成功，我要看到的是成果，成果代表的就是結論」。方喬青、李淑靜、楊晴、林芷芸的好姊妹兼閨蜜 | 1-10,12-24,27-43,45,47,49-50                          |
| 林曜晟            | 周學文 | 潘朵拉的員工 男，30歲，退伍前為海軍陸戰隊上士，曾在海軍陸戰隊龍泉新訓中心擔任教育班長。出社會後考上廚師證照，曾經是胖卡餐車的老闆。雖然朵拉有打開心房，但是卻始終走不進她的心裡，所以退回學長學妹的關係，這樣比較自在一點。 | 2,7,11-12,14-19,21-27,31,33,36                        |
| 李宣榕            | 潘朵拉 | 蔣安妮、潘有義的女兒，周學文的老闆，嚴厲女班長蛻變為熱心女房仲 女，27歲，原海軍上士階級，曾任海軍陸戰隊龍泉新訓中心教育班長。現在租一個大樓空位，自己出來開房仲公司，並偶爾兼職在PUB駐唱。對學文還是沒有感覺，目前已經退回學長學妹的關係。 | 6-7,11-20,24-26,32-36,39,41-42,44-50                  |
| 梁瀚名            | 林國樑 | 李淑靜的男友，林詩淇的弟弟，周琳的兒子 男，28歲，富二代，多瑪斯家俱公司「董事長特助」，但個性成熟內斂，從外表很難看出是大公司小開，與佑廷是從小到大的換帖兼死黨。 | 1-5,8-11,13-19,21-26,28-32,41-43,45-50                |
| 楊雅筑            | 李淑靜 | 林國樑的女友，林芷芸的主管，楊晴的同事，方喬青、張佳佳的下屬，美克奧主編，模特兒女兵蛻變為時尚女主編 女，27歲，退伍後進入美克奧時尚雜誌社擔任助理編輯一職，因工作表現優異、刻苦耐勞，被總編輯任命為主編輯一職。 | 1,3-24,26,28-43,45,47-50                              |
| 曾子余            | 沈渙清 | 沈彼得的兒子，葉素娥的丈夫，葉進財、陳月雲的女婿。軟體工程師 男，27歲，與雅芝是青梅竹馬，本來父親安排他與雅芝結婚，後來跟素娥相處後愛上她，與素娥結婚。「薩·庫遛」是他的原住民名字，佑廷戲稱他為「3個6」，其個性溫吞和他父親著急的個性形成強烈對比。目前辭掉工作，專心在家養身體。 | 1-18,20-30,32-38,40-45,48-50                          |
| 林建予 （鯰魚哥） | 邱佑廷 | 趙雅芝的前男友，廷芝家族的創辦人和網路直銷老闆，巴玲，巴隆的表弟弟 男，28歲，雖然在趙雅芝面前嘴巴不是很好，但總是會在雅芝不開心或有困難時，第一個關心、逗她開心，被雅芝叫做「花蕨類」，因為經營網路銷售有成，與雅芝互動時，常稱自己為「霸道總裁」。雅芝打電話給他，說很想念他，聖誕節、過年都沒有陪伴在她身邊。雅芝傳簡訊既然我選擇了這一步，我應該要忘了過去展開新的人生，我會關掉我的臉書，電話也會請媽媽幫我暫停，謝謝你曾經對我的照顧，你永遠在我的記憶深處。知道雅芝在美國已經有男朋友，後崩潰大哭                                                              | 1-2,4-5,7-14,16,19,22-50                              |
| 游小白            | 鄭光興 | 朱玉萱的男友，潘有義的結拜小老弟 男，30歲，曾喜歡潘朵拉，自稱為三重蕭敬騰，喜歡過朱玉芊，後來喜歡朱玉萱。是個業餘攝影師，也是寫作家，插畫家，興趣非常多元。創造了網路熱門貼圖三騰，為夢17咖啡廳及廷芝家族的股東，有空都會去幫忙。 | 1-19,22-50                                            |
| 尹彥凱            | 何寬亮 | 黃嫚莉的丈夫 男，28歲，之前在永康階咖啡廳工作，現為夢17咖啡廳老闆，雖然黃嫚莉已經因為血癌過世，還是一直深愛著嫚莉，心裡的位置永遠屬於嫚莉的，已經從悲傷中走出來，重新開始。 | 1-19,22-39,41-43,45-50                                |
| 勵政達            | 林政陽 | 王尚菲的男友 男，28歲，綽號Ryan，永康階咖啡廳店長，是一位名符其實的暖男，深深愛著王尚菲。夢17咖啡廳剛開幕人手不足，受寬亮拜託前來當代理店長，因為指導過小元咖啡技術，被他稱為師父，是寬亮與嫚莉結婚伴郎之一，與尚菲配對。 | 1-4,11,16-17,19,21-24,27-33,35-37,41-42,50            |
| 王上菲            | 王尚菲 | 林政陽的女友，迷糊女班兵蛻變為有氧女教練 女，26歲，剛上台北時沒有工作，何寬亮邀她暫時來夢17咖啡廳工作，後來錄取一份由小元偷偷介紹的健身房工作。尚菲是何寬亮與黃嫚莉結婚伴娘之一，跟政陽配一對。 | 1-9,11-14,16-37,39,41-45,48-50                        |
| 張瀚元            | 許晟元 | 男，27歲，綽號小元，政陽的徒弟，專業咖啡師並身兼健身教練，武術教練，大樓管理員，大賣場員工。夢想有朝一日到義大利學習當咖啡品鑑師，為了實現這個夢想，家境不好的他，同時兼任許多工作努力存錢。一開始喜歡王尚菲，現在則喜歡金秀明，向金秀明告白，不過被她拒絕。 | 2,5,8,10-11,16-19,21-24,26-29,32-33,35,38-40,43-46,50 |
| 王沛語            | 金秀明 | 梅語柔的姊姊，黃總監的下屬，葉素娥、張佩玲的同事，軍中女漢子蛻變為聰明女助理 女，24歲，黃總監的助理，退伍後曾到澳洲打工，曾是彩妝師的助理，打電話到夢17訂餐，葉素娥去外送時遇到她，從素娥口中知道黃嫚莉過世以及嫚莉生前和何寬亮已結為夫妻。小元向她告白，不過後來拒絕他，覺得會有壓力。 | 1-5,7-46,48-50                                        |

### 其他演員
| 演員   | 角色   | 介紹 | 登場集數                                                                  |
| 鄭亞   | 趙雅芝 | 伊拉努的女兒，邱佑廷的前女友，部落女戰士蛻變為超人氣名模 女，25歲，個性活潑開朗有話直說的女生，與佑廷創辦了廷芝家族，是廷芝家族成員，開直播時自稱「芝芝女神」，目前正朝向Super Star 的夢想邁進，但傻呼呼的個性也為她和關心她的同袍(尤其是佑廷)帶來不少困擾。單純又簡單的想法，想當邱太太好好幫助佑廷衝刺事業，但最後還是被佑廷送出國，目前正在美國發展。在異鄉生病時，打電話給佑廷，希望聽到他的安撫，但是佑廷卻罵了她。傳簡訊跟邱佑廷道別，謝謝他曾經對她的照顧，她會永遠把他放在記憶最深處的地方。媽媽提及在美國已經有男朋友。 | 2(回憶),7-8, 11(夢中),19(新聞)23(回憶,新聞),30,40-41,43-45,47-48,50(回憶) |
| 馬力歐 | 馬大房 | 方嵐的兒子，方喬青的哥哥 男，45歲，愛情公寓的房東，雖然是有錢的包租公，但眾人常覺得他很小氣。對於阿美追他，感到很排斥，卻無法拒絕她。 | 1-3,6,9,11-16,18-39,42-44,46,48-50                                        |
| 顏以娜 | 亮亮   | 史蒂芬的女兒，廷芝家族成員 女，綽號疊字女，講話會一直出現疊字。最近想要搬家，去找學文幫忙找房子，因為過年房租貴又找不到房子，剛好馬大哥家裡有空房間，目前暫住愛情公寓。馬大哥提及已經搬回家裡住。 | 21-28,33-40,43-44                                                         |
| 大元   | 朱玉芊 | 萱萱的雙胞胎姊姊，日本方嵐設計公司設計師 女，綽號芊芊，超級模特兒選拔助理，曾喜歡光興。回國後戴假髮假扮成萱萱，想騙一下鄭光興，但馬上被光興識破。喜歡邱佑廷。 | 28-32,39-48,50                                                            |
| 大元   | 朱玉萱 | 鄭光興的女朋友，芊芊的雙胞胎妹妹 女，綽號萱萱，向馬大房租屋的女房客，後來去美國，曾喜歡過邱佑廷，迷信星座及塔羅牌。 | 29(聲音)                                                                  |
| 黃靖倫 | 黃韋綸 | 韓庚的乾兒子，金秀明、葉素娥、張佩玲的上司 男，自稱Allen黃，從新加坡回來，群展公司的總監，為人公私分明，口頭禪是「我喜歡妳」。曾經同時喜歡淑靜、秀明、素娥、朵拉、亮亮和芊芊。現在覺得不可以再三心二意，決定專情秀明。 | 6-16,21-25,33-46                                                          |
| 洪梔芝 | 張佩玲 | 黃總監的下屬，金秀明、葉素娥的同事 女，群展公司女秘書，個性迷糊愛哭，可以完記住黃總監說過的話，卻會忘記執行或執行緩慢、很常出狀況。喜歡黃總監，但卻是黃總監唯一不喜歡的女人。 | 1,7-11-13,15,17-22,25,27,30-31,33-37,45-46                                |
| 優妮   | 林芷芸 | 方喬青、張佳佳、李淑靜的下屬，楊晴的同事 女，20歲，美克奧的新進員工，負責美編視覺設計工作。在夢17看到唱歌彈吉他的寬亮因而喜歡上他，是寬亮的頭號粉絲。 | 1-9,26,28,31-33,35-38,47                                                  |
| 民雄   | 沈彼得 | 沈渙清的爸爸，葉素娥的公公 男，原住民名字Balai，保元宮的主委，有錢的大地主，喜歡趙雅芝的媽媽黛美，葉素娥的公公，雅芝家芒果園的地主。 | 1-13,16-17,19-32,36-37,40,42,45                                           |
| 曾淑勤 | 黛美   | 趙雅芝的媽媽 女，原住民名字「伊拉努」，早年喪夫，獨自撫養女兒趙雅芝，與沈彼得有曖昧關係卻保持距離。對於雅芝突然要和邱佑廷分手感到很不諒解。佑廷提及要去美國接雅芝回來。一下飛機就馬上到愛情公寓，告訴佑廷她在美國已經有男朋友，也有好好唸過她。 | 5-6,8,19,22-24,40,44-45                                                   |
| 廖峻   | 葉進財 | 葉素娥的爸爸，沈渙清的岳父 男，保元宮的宮主，也是王爺的乩身，對於信徒的事都會盡量找出問題所在，並指引解決的方向，宮主相當好客，也很疼愛女兒素娥。 | 1-2,5-6,8,10,12-13,15-17,19-20,22                                         |
| 蔡湘宜 | 陳月雲 | 葉素娥的媽媽，沈渙清的岳母 女，保元宮的宮主娘。何寬亮與黃嫚莉迎娶時的媒人婆。與許春美不合，每次遇到必定會爭吵。 | 1-5,8-10,12-17,19,21-22,25                                                |

### 客串演員
| 演員   | 角色           | 介紹 | 登場集數               |
| 陳慧娥 | 許春美         | 女，綽號阿美姐或Maggie姐，葉進財的初戀情人，曾對沈彼得有意思，現在喜歡馬大房。 | 1,3-6,8-11,13-25,27-30 |
| 蕭鴻文 | 邱總（邱信輝） | 男，家具公司老闆，非常挺林國樑，並讓邱佑廷去自己的家具公司當業務。都叫國樑「喝高梁」，叫邱佑廷“長腳”，叫鄭光興“什麼騰”。邱佑廷介紹他給林書帆設計空間。因為台東的妻子懷孕，每個禮拜都要回去，所以把店交給邱佑廷顧。 | 6,38,42-43             |
| 李興文 | 潘有義         | 鄭光興的結拜大哥 男，已退伍的少校軍官，曾在龍泉新訓中心擔任主任職位，目前擔任送貨員。潘朵拉的爸爸 | 6,19(回憶)             |
| 單允家 | 張瑜茹         | 紀景昇的女朋友 女，尚菲的朋友，保險公司的員工。平常都會去健身房運動。跟景昇分手，因為景昇對她不夠信任，後來經郭松齡、王尚菲、邱佑廷的幫忙下，讓他們重新在一起。                                                    | 29,31,33-35            |
| 蘇安邦 | 紀景昇         | 張瑜茹的男朋友 男，郭松齡的心理諮商患者，電腦工程師。因為對瑜茹不夠信任然後分手，找郭心理師幫他找回生活的重心，後來經郭松齡、王尚菲、邱佑廷的幫助下，讓他們重新在一起。                                            | 27,29,33-35            |
| 賴雅琪 | 徐巧綺         | 女，綽號綺綺，松齡的心理諮商患者。假裝是志強的瘋狂粉絲，其實是想接近松齡。送防燙的手套給松齡，他以為是要他轉交給志強，後來發現其實是松齡粉絲。                                                                     | 17-20                  |
| 王建復 | 韓森           | 韓庚的兒子，韓曉的大哥 男，潘朵拉的網友。 | 50                     |
| 游小白 | 月下老人       | 神仙，保元宮月老掌管紅線，曾出現邱佑廷、葉素娥夢中被認為是鄭光興假扮的，交代葉素娥新任務。 | 50                     |

## 電視劇歌曲
- 部分歌曲創作仍沿用《女兵日記》、《女兵日記女力報到》

| 曲別   | 歌名           | 演唱者                 | 作詞             | 作曲                             |
| 片頭曲 | 夢想從心開始   | 楊培安                 | 劉虞瑞           | 陳國華                           |
| 片尾曲 | 我們都懂了     | 化學猴子               | 麥基             | 任中強                           |
| 片尾曲 | 再見不見       | 童立安                 | 童立安           | 蘇亦承                           |
| 插曲   | 你會是冠軍     | 化學猴子               | 任中強           | 任中強                           |
| 插曲   | 莫忘初心       | 化學猴子               | 陳國華           | 陳國華                           |
| 插曲   | 莫忘初心       | 化學猴子               | 麥基             | 任中強                           |
| 插曲   | 你的宇宙       | 宇宙人                 | 林忠諭 cosmos J  | 林忠諭 cosmos J、方奎棠 cosmos Q |
| 插曲   | 願你幸福到底   | 曾咏欣                 | 曾咏欣           | 曾咏欣                           |
| 插曲   | 微笑的力量     | 陳謙文                 | 陳謙文、吳易緯   | 鄭聿                             |
| 插曲   | 關於寂寞       | 陳謙文                 | 陳鈺義           | 陳鈺義                           |
| 插曲   | 太陽笑臉       | 羅平                   | 羅平、張思穎     | 吳品賢                           |
| 插曲   | 雪克與巴弟     | 林建予（鯰魚哥）       | 林建予（鯰魚哥） | 林建予（鯰魚哥）                 |
| 插曲   | 終於了解自由   | 周興哲                 | 周興哲           | 周興哲                           |
| 插曲   | 永不失聯的愛   | 周興哲                 | 饒雪漫           | 周興哲                           |
| 插曲   | 我愛過你       | 周興哲                 | 饒雪漫           | 周興哲                           |
| 插曲   | 有什麼不敢面對 | 丁噹                   | 秦旭章           | 賴暐哲                           |
| 插曲   | 我們不像我們   | 丁噹                   | 白吟潔           | 李宏斌、吳周爍                   |
| 插曲   | 星海           | 陳彥允                 | 陳彥允           | 陳彥允                           |
| 插曲   | Be The One     | 畢書盡、陳彥允、李玉璽 | 張傑             | 張傑、陳又齊                     |
| 插曲   | 我想要的快樂   | 家家                   | 黃宣YELLOW       | 黃宣YELLOW                       |
| 插曲   | 我想要的快樂   | 家家                   | 陳沒             | 黃宣YELLOW                       |
| 插曲   | 沒有錯         | 家家                   | 陳勁豪           |                                  |
| 插曲   | 沒有錯         | 家家                   | 陳勁豪           | 王俊凱                           |

## 節目冠名
| 頻道       | 節目名稱                               | 冠名贊助廠商             | 開始日期       | 結束日期      |
| ---------- | -------------------------------------- | ------------------------ | -------------- | ------------- |
| TVBS歡樂台 | 蘿琳亞塑身衣女力報到小資女上班記       | 蘿琳亞塑身衣股份有限公司 | 2019年12月24日 | 2020年1月21日 |
| TVBS歡樂台 | 萌髮甦活洗髮精女力報到小資女上班記     | 耐斯企業股份有限公司     | 2020年1月22日  | 2020年2月19日 |
| TVBS歡樂台 | 山本富也維納斯系列女力報到小資女上班記 | 山本富也國際有限公司     | 2020年2月20日  | 2020年3月5日  |
| 中視       | 斯斯枇杷潤喉糖女力報到小資女上班記     | 臺灣斯斯股份有限公司     | 2019年12月24日 | 2020年3月5日  |

## 收視率

### TVBS首播收視率
| 中華民國臺灣 TVBS歡樂台 首播收视率 （AC尼爾森） |      |                                |        |      |                                                                                  |
| 集數                                            | 週數 | 播出日期                       | 收视率 | 排名 | 備註                                                                             |
| 1一4                                            | 1    | 2019年12月24日－2019年12月27日 | 1.33   | 4    |                                                                                  |
| 5一8                                            | 2    | 2019年12月30日－2020年1月3日   | 1.30   | 4    | 2019年12月31日因播出《愛．Sharing 2020高雄夢時代跨年派對》，本日該劇暫停播出一次 |
| 9一12                                           | 3    | 2020年1月6日－2020年1月9日     | 1.26   | 4    | 2020年1月10日因適逢選舉，本日該劇暫停播出一次，原時段改播《食尚玩家 歡樂有夠讚》 |
| 13一17                                          | 4    | 2020年1月13日－2020年1月17日   | 1.22   | 4    |                                                                                  |
| 18一21                                          | 5    | 2020年1月20日－2020年1月23日   | 1.23   |      | 2020年1月24日該劇暫停播出一次，原時段改播《2019新北市歡樂耶誕城巨星耶誕演唱會》  |
| 22一26                                          | 6    | 2020年1月27日－2020年1月31日   | 1.13   |      |                                                                                  |
| 27一31                                          | 7    | 2020年2月3日－2020年2月7日     | 1.39   |      |                                                                                  |
| 32一36                                          | 8    | 2020年2月10日－2020年2月14日   | 1.40   |      |                                                                                  |
| 37一41                                          | 9    | 2020年2月17日－2020年2月21日   | 1.47   |      |                                                                                  |
| 42一46                                          | 10   | 2020年2月24日－2020年2月28日   | 1.23   |      |                                                                                  |
| 47一50                                          | 11   | 2020年3月2日－2020年3月5日     | 1.34   |      | 第三季完結篇                                                                     |

## 外部連結
- 女兵日記 | TVBS官網 （页面存档备份，存于）
- YouTube上的TVBS戲劇-女兵日記 女力報到頻道 （页面存档备份，存于）

| 臺灣 TVBS歡樂台 每週一至週五 20:00 - 21:00          | 臺灣 TVBS歡樂台 每週一至週五 20:00 - 21:00              | 臺灣 TVBS歡樂台 每週一至週五 20:00 - 21:00           |
| --------------------------------------------------- | ------------------------------------------------------- | ---------------------------------------------------- |
|                                                     | 女力報到－小資女上班記 （2019年12月24日－2020年3月5日） |                                                      |
| 女兵日記女力報到 （2018年11月15日－2019年12月23日） | 女力報到－愛神出任務 （2020年3月6日－2020年5月14日）    |                                                      |
| 臺灣 中視主頻 每週一至週五 21:00 - 22:00            |                                                         |                                                      |
| 獨孤皇后 （2019年10月15日－2019年12月23日）         | 女力報到－小資女上班記 （2019年12月24日－2020年3月5日） | 女力報到－愛神出任務 （2020年3月6日－2020年5月14日） |